# Joseph Serret

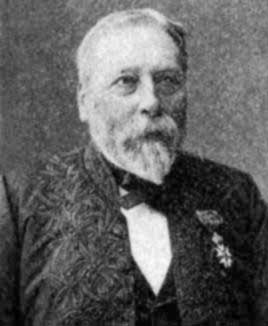
Joseph Alfred Serret

Joseph Alfred Serret (* 30. August 1819 in Paris; † 2. März 1885 in Versailles) war ein französischer Mathematiker.

## Leben und Wirken
Joseph Serret studierte an der École polytechnique in Paris, wo er 1840 seinen Abschluss machte. 1848 wurde er dort Examinator in den Zulassungsprüfungen, nachdem er 1847 an der Faculté des Sciences promoviert wurde. 1861 wurde er Professor für Himmelsmechanik am Collège de France und 1863 Professor für Analysis an der Sorbonne. 1873 war er im Bureau des Longitudes. 1871 ging er in den Ruhestand. Seit 1860 war er Mitglied der Académie des sciences.
Serret ist heute noch für seine Arbeiten zur Differentialgeometrie bekannt, insbesondere die Frenet-Serret-Formeln für Raumkurven mit Jean Frédéric Frenet (1816–1900). Er arbeitete aber auch in Zahlentheorie, Analysis und Mechanik. Serret war Herausgeber der Werke von Joseph-Louis Lagrange.
Im 19. Jahrhundert war er außerdem für sein Algebra-Lehrbuch Cours d'algèbre supérieure bekannt.

## Werke (Auswahl)
- Traité d'arithmétique. Bachelier, Paris 1852.
- Cours de calcul différentiel et intégral. 2 Bände, Paris 1861.
- Cours d'algèbre supérieure. 2 Bände, Gauthier Villars, Paris 1877, 1879.